# Buckskin
För hästfärgen "buckskin", se Bork.
Buckskin, engelska för hjortskinn, är ett tunt helylletyg som ursprungligen tillverkades i västra England. Åtminstone sedan 1940-talet avses även andra enklare helylletyger oavsett tillverkningsort. Bucksskin har ofta kypertbindning i vilken varpen är mest framträdande. Buckskin ligger oftast på 150 cm bredd.